# Karl Marin
Karl Åke Oskar Marin, född 24 juli 1926 i Junsele, död 18 augusti 2016 i Hägersten, var en svensk målare och skulptör.
Han var son till konditoriägaren Karl O E M Marin. Han studerade vid Konsthögskolan i Stockholm och Det Kongelige Danske Kunstakademi i Köpenhamn. Hans konst består av ett expressionistiskt måleri samt skulpturfigurer utförda i olika plaster. Marin är representerad vid Moderna museet i Stockholm och Norrköpings konstmuseum.